# Pigg's Peak
Pigg's Peak est une ville située dans le district de Hhohho, en Eswatini. Elle a été fondée autour de la prospection d'or en 1884, mais son activité principale est maintenant la foresterie. Piggs Peak doit son nom à un ancien habitant, William Pigg, qui y découvrit de l’or le 26 mars 1884.
À environ douze kilomètres au sud de la ville se trouve le barrage de Maguga.

## Source
- (en) Cet article est partiellement ou en totalité issu de l’article de Wikipédia en anglais intitulé « Piggs Peak » (voir la liste des auteurs).